# Lansing-Ishii-aftalen
Lansing-Ishii-aftalen (japansk: 石井・ランシング協定; Ishii-Ranshingu Kyōtei) var en diplomatisk note mellem USA og det Japan den 2. november 1917 vedrørende uoverensstemmelser om forholdene i Kina.
Ifølge den offentliggjorte tekst underskrevet af USAs Secretary of State (udenrigsminister) Robert Lansing og Japans særlige udsending Ishii Kikujirō lovede begge parter at fastholde den Åbne Dørs Politik i Kina under iagttagelse af landets territorielle og administrative integritet. Imidlertid anerkendte USA samtidigt, at Japan havde "særlige interesser" i Kina som følge af landets geografiske nærhed, især i de dele af landet, som lå nær japansk territorium, hvilken anerkendelse reelt var i strid med ovennævnte princip.
I en hemmelig protokol i tilknytning til den offentliggjorte aftale lovede begge parter ikke at udnytte sådanne fordelagtige muligheder, som måtte vise sig i forbindelse med den igangværende 1. verdenskrig til at sikre sig særlige rettigheder eller privilegier i Kina på bekostning af andre allierede nationer som følge af krigen mod Tyskland.
Datiden opfattede Lansing-Ishii-aftalen således, at Japan og USA havde bilagt deres tidligere indbyrdes voksende uenighed og kamp om Kina, og aftalen blev hilst som en milepæl i de japansk-amerikanske forbindelser. Det gik imidlertid snart op for omverdenen, at aftalen var uklar i enkelthederne, hvilket gav fortolkningsmuligheder, og at der således reelt intet var kommet ud af omkring to måneders forhandlinger.
Lansing-Ishii-aftalen blev ophævet i april 1923, da den blev afløst af nimagtsaftalen indgået under Washington-konferencen.
For Japan betød aftalen dels, at landet vandt anerkendelse for sine hævdede særlige interesser i Kina, dels at landet vandt hævd som part i internationale spørgsmål.